# Andrej Krautschanka

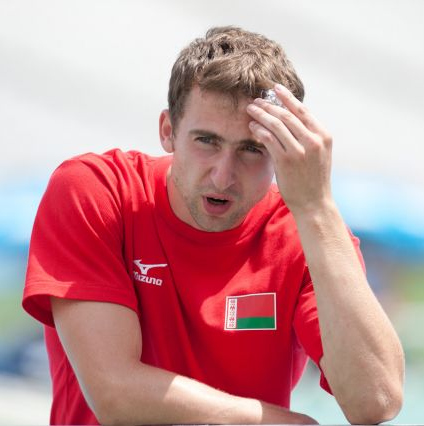
Andrej Krautschanka (2010)

Andrej Sjarhejewitsch Krautschanka (belarussisch Андрэй Сяргеевіч Краўчанка, englisch Andrei Krauchanka, russisch Андрей Сергеевич Кравченко Andrei Sergejewitsch Krawtschenko; * 4. Januar 1986 in Myschanka bei Petrykau, Homelskaja Woblasz) ist ein belarussischer Zehnkämpfer.

## Sportlicher Werdegang
2003 wurde Krautschanka Jugendvizeweltmeister im Achtkampf, 2004 Juniorenweltmeister und 2005 Junioreneuropameister.
2007 gewann er Bronze bei den Halleneuropameisterschaften, siegte beim Mehrkampf-Meeting Götzis mit seinem persönlichen Rekord von 8617 Punkten und wurde U23-Europameister. Beim Zehnkampf der Weltmeisterschaften in Osaka wurde er allerdings im 100-Meter-Lauf disqualifiziert.
Beim Siebenkampf der Hallenweltmeisterschaften 2008 gewann er Silber mit dem belarussischen Rekord von 6234 Punkten. Seinen bislang größten Erfolg errang er bei den Olympischen Spielen in Peking. Dort gewann er mit 8551 Punkten die Silbermedaille hinter Bryan Clay und vor Leonel Suárez. Bei den Europameisterschaften 2014 in Zürich wurde er erstmals Europameister.
Andrej Krautschanka ist 1,92 m groß, wiegt 82 kg und lebte in Homel. Sein Vater war Zehnkampfmilitärmeister der Sowjetunion.

## Politisches Engagement
Andrej Krautschanka gehört zu den Sportlern, die sich aktiv für Demokratie einsetzen. So beteiligte er sich an den Appellen des Freien Sportlerverbandes von Belarus, der sich den Ergebnissen der Präsidentschaftswahlen und der Gewalt der Sicherheitskräfte widersetzt. Er wurde am 8. November 2020 in Minsk verhaftet.
Bei den wegen der COVID-19-Pandemie auf 2021 verschobenen Olympischen Sommerspielen in Tokio (Japan) startete Krautschanka nicht, da er die Regierung von Aljaksandr Lukaschenka in keiner Form repräsentieren wollte.
Er verließ Belarus und zog mit seiner Ehefrau Jana Maksimava-Krautschanka und seinem Kind nach Deutschland. Die Familie lebt in Duisburg.